# Drumcong
Drumcong is een plaats in het Ierse graafschap Leitrim.